# برنت دبلیو جت جونیور
برنت دبلیو جت جونیور (به انگلیسی: Brent W. Jett, Jr.) فضانورد اهل کشور ایالات متحده آمریکا است که در ۵ اکتبر ۱۹۵۸ میلادی در پونتیاک، میشیگان زاده شد. وی در مأموریت اس‌تی‌اس-۷۲، اس‌تی‌اس-۸۱، اس‌تی‌اس-۹۷، اس‌تی‌اس-۱۱۵ حضور داشته است.